# Вартуш, Патриция
Патри́ция Ва́ртуш (нем. Patricia Wartusch; род. 5 августа 1978, Инсбрук) — австрийская профессиональная теннисистка и теннисный тренер. Игрок сборной Австрии в Кубке Федерации, победительница 8 турниров WTA в одиночном и парном разряде.

## Биография
Патриция Вартуш родилась в спортивной семье: её отец Петер — футболист, мать Дорис была лыжным инструктором. Сама Патриция, начавшая играть в теннис в семь лет, помимо нег занимается плаванием, велоспортом, лыжами и коньками. Её теннисным кумиром был другой австрийский игрок — Томас Мустер.
Впервые в профессиональных турнирах цикла ITF Патриция сыграла в 1993 году, не сумев закончить свой первый матч. В мае 1995 года, в 16 лет, она уже дошла до финала в одиночном разряде на турнире ITF в Зальцбурге, а в ноябре в Гавре в паре с чешкой Маркетой Штусковой завоевала свой первый титул на этом уровне. В середине 1996 года Вартуш выиграла два турнира ITF в одиночном разряде подряд, в следующие два года завоевав ещё один титул в одиночном и четыре в парном разряде.
В июне 1999 года Вартуш выиграла Открытый чемпионат Ташкента — турнир WTA-тура — в парном разряде, где её партнёршей была россиянка Евгения Куликовская. Осенью она дважды играла в финалах турниров WTA: сначала в одиночном разряде на Открытом чемпионате Бразилии, где обыграла по пути в финал двух сеяных соперниц, а затем в парном разряде в Паттайе (Таиланд). Год она закончила в числе ста лучших теннисисток мира как в одиночном, так и в парном разряде. В начале 2000 года в Боготе Вартуш выиграла свой первый турнир WTA в одиночном разряде после побед над тремя посеянными соперницами (в том числе первой ракеткой турнира Сильвией Плишке) и в апреле поднялась в рейтинге на 65-е место, высшее в своей одиночной карьере, после этого на своём первом Уимблдоне дойдя до третьего круга, а затем выступив на Олимпиаде в Сиднее (проиграла во втором круге Аранче Санчес). За этот год Вартуш ещё дважды проигрывала в парных финалах и, как и в предыдущем сезоне, закончила его в первой сотне рейтинга в обоих разрядах. В 2001 году она во второй раз выиграла Открытый чемпионат Ташкента, теперь в паре с венгеркой Петрой Мандулой.
В середине 2002 года начался наиболее успешный период в карьере Вартуш. Менее чем за год (с июня 2002 по апрель 2003 года) она выиграла в паре с Мандулой четыре турнира WTA и ещё трижды играла в финалах (дважды с Мандулой и один раз с соотечественницей Барбарой Шетт. К этим достижениям добавились второй титул WTA в одиночном разряде, завоёванный в Касабланке (Марокко), и выход со сборной Австрии в полуфинал Кубка Федерации. В полуфинале Вартуш, проигравшая встречу Кончите Мартинес в первый день, на второй сравняла счёт в матче, победив Аранчу Санчес, но в итоге в паре с Шетт всё-таки проиграла опытным испанкам, пропустив их в финал. Успехи в турнирах WTA вместе с выходом в четвертьфинал Открытого чемпионата Франции 2002 года (после победы над восьмой сеяной парой Кончита Мартинес-Патрисия Тарабини) обеспечили Вартуш в мае 2003 года 22-е место в парном рейтинге WTA — рекордное для её карьеры. Вскоре после этого Вартуш и Мандула дошли до четвертьфинала и на Уимблдоне, победив по ходу пятую сеяную пару Кара Блэк-Елена Лиховцева. В то же время в одиночном разряде успехи Вартуш были более чем скромными: за исключением выхода в полуфинал в Дохе (ОАЭ) в феврале, ей за весь сезон не удалось пройти в турнирах WTA дальше второго круга.
Пара Вартуш-Мандула распалась после поражения в третьем круге Открытого чемпионата Австралии 2004 года. После этого Вартуш уже не пробивалась в финал в турнирах WTA, но со сборной Австрии повторила достижение двухлетней давности, снова добравшись до полуфинала Кубка Федерации. В рамках этого соревнования она нанесла первое за 15 лет поражение в Кубке Федерации Мартине Навратиловой, обыграв её и Джилл Крайбас в паре с Шетт.
В конце 2004 года Патриция Вартуш объявила об окончании игровой карьеры. После завершения выступлений она начала тренерскую карьеру, в частности, работая в спортклубе лыжного курорта Зефельд.

## Положение в рейтинге в конце года
| Разряд    | 1994 | 1995 | 1996 | 1997 | 1998 | 1999 | 2000 | 2001 | 2002 | 2003 | 2004 |
| --------- | ---- | ---- | ---- | ---- | ---- | ---- | ---- | ---- | ---- | ---- | ---- |
| Одиночный | 781  | 514  | 257  | 197  | 133  | 91   | 90   | 151  | 82   | 154  | 222  |
| Парный    | 688  | 769  | 677  | 161  | 169  | 76   | 86   | 76   | 37   | 33   | 89   |

## Финалы турниров WTA за карьеру
| Легенда             |
| ------------------- |
| Большой шлем (0)    |
| Чемпионат WTA (0)   |
| I категория (0)     |
| II категория (0)    |
| III категория (0+2) |
| IV категория (1+3)  |
| V категория (1+1)   |

### Одиночный разряд (2+1)
| Результат | №  | Дата           | Турнир                                 | Покрытие | Соперница в финале | Счёт в финале |
| --------- | -- | -------------- | -------------------------------------- | -------- | ------------------ | ------------- |
| Поражение | 1. | 4 октября 1999 | Открытый чемпионат Бразилии, Сан-Паулу | Грунт    | Фабиола Сулуага    | 5-7, 6-4, 5-7 |
| Победа    | 1. | 7 февраля 2000 | Богота, Колумбия                       | Грунт    | Татьяна Гарбин     | 4-6, 6-1, 6-4 |
| Победа    | 2. | 8 июля 2002    | Касабланка, Марокко                    | Грунт    | Клара Коукалова    | 5-7, 6-3, 6-3 |

### Парный разряд (6+6)
| Результат | №  | Дата             | Турнир                           | Покрытие | Партнёрша           | Соперницы в финале                       | Счёт в финале   |
| --------- | -- | ---------------- | -------------------------------- | -------- | ------------------- | ---------------------------------------- | --------------- |
| Победа    | 1. | 7 июня 1999      | Ташкент, Узбекистан              | Хард     | Евгения Куликовская | Ева Бес-Остарис Хисела Риера-Роура       | 7-63, 6-0       |
| Поражение | 1. | 15 ноября 1999   | Паттайя, Таиланд                 | Хард     | Евгения Куликовская | Оса Карлссон Эмили Луа                   | 1-6, 4-6        |
| Поражение | 2. | 3 января 2000    | Окленд, Новая Зеландия           | Хард     | Барбара Шварц       | Кара Блэк Александра Фусаи               | 6-3, 3-6, 4-6   |
| Поражение | 3. | 23 октября 2000  | Братислава, Словакия             | Хард(i)  | Петра Мандула       | Карина Габшудова Даниэла Гантухова       | Без игры        |
| Победа    | 2. | 11 июня 2001     | Ташкент (2)                      | Хард     | Петра Мандула       | Татьяна Перебийнис Татьяна Пучек         | 6-1, 6-4        |
| Победа    | 3. | 10 июня 2002     | Вена, Австрия                    | Грунт    | Петра Мандула       | Ясмин Вёр Барбара Шварц                  | 6-2, 6-4        |
| Победа    | 4. | 8 июля 2002      | Касабланка, Марокко              | Грунт    | Петра Мандула       | Хисела Дулко Кончита Мартинес Гранадос   | 6-2, 6-1        |
| Поражение | 4. | 16 сентября 2002 | Токио, Япония                    | Хард     | Петра Мандула       | Светлана Кузнецова Аранча Санчес-Викарио | 2-6, 4-6        |
| Поражение | 5. | 5 января 2003    | Хобарт, Австралия                | Хард     | Барбара Шетт        | Кара Блэк Елена Лиховцева                | 5-7, 6-71       |
| Поражение | 6. | 24 февраля 2003  | Акапулько, Мексика               | Грунт    | Петра Мандула       | Эмили Луа Оса Свенссон                   | 3-6, 1-6        |
| Победа    | 5. | 7 апреля 2003    | Оэйраш, Португалия               | Грунт    | Петра Мандула       | Марет Ани Эммануэль Гальярди             | 6-73, 7-63, 6-2 |
| Победа    | 6. | 28 апреля 2003   | Открытый чемпионат Хорватии, Бол | Грунт    | Петра Мандула       | Эммануэль Гальярди Патти Шнидер          | 6-3, 6-2        |